# Wahpeton, Iowa
Wahpeton är en ort i Dickinson County i den amerikanska delstaten Iowa med en folkmängd som uppgår till 462 invånare (2000). Den har enligt United States Census Bureau en area på 3,4 km². 